# 沙漠化

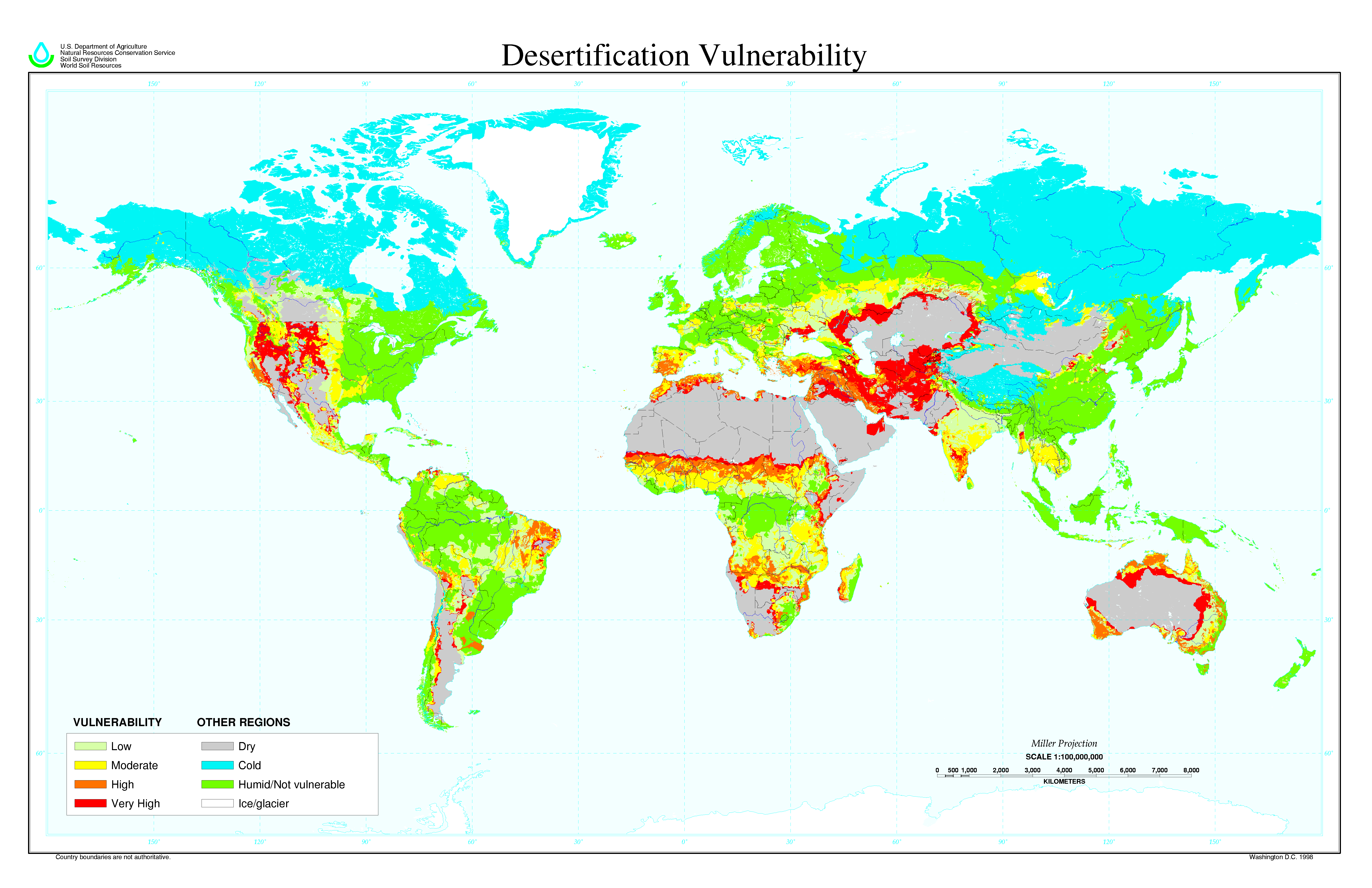
全球沙漠化威胁地图

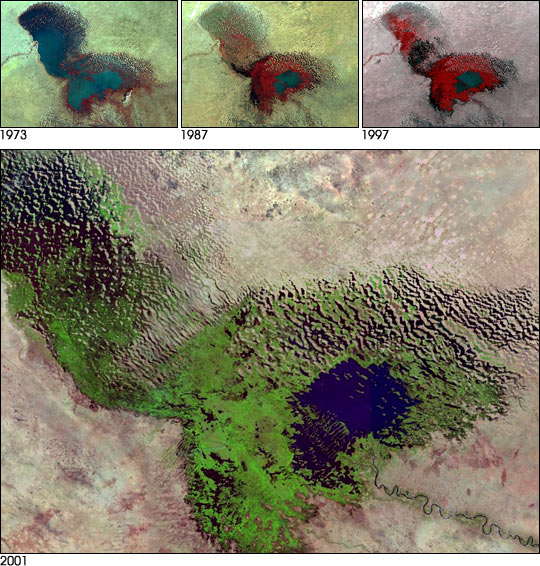
2001年乍得湖卫星图，实际湖面为蓝色。自上世纪六十年代以来，湖面缩减了94%

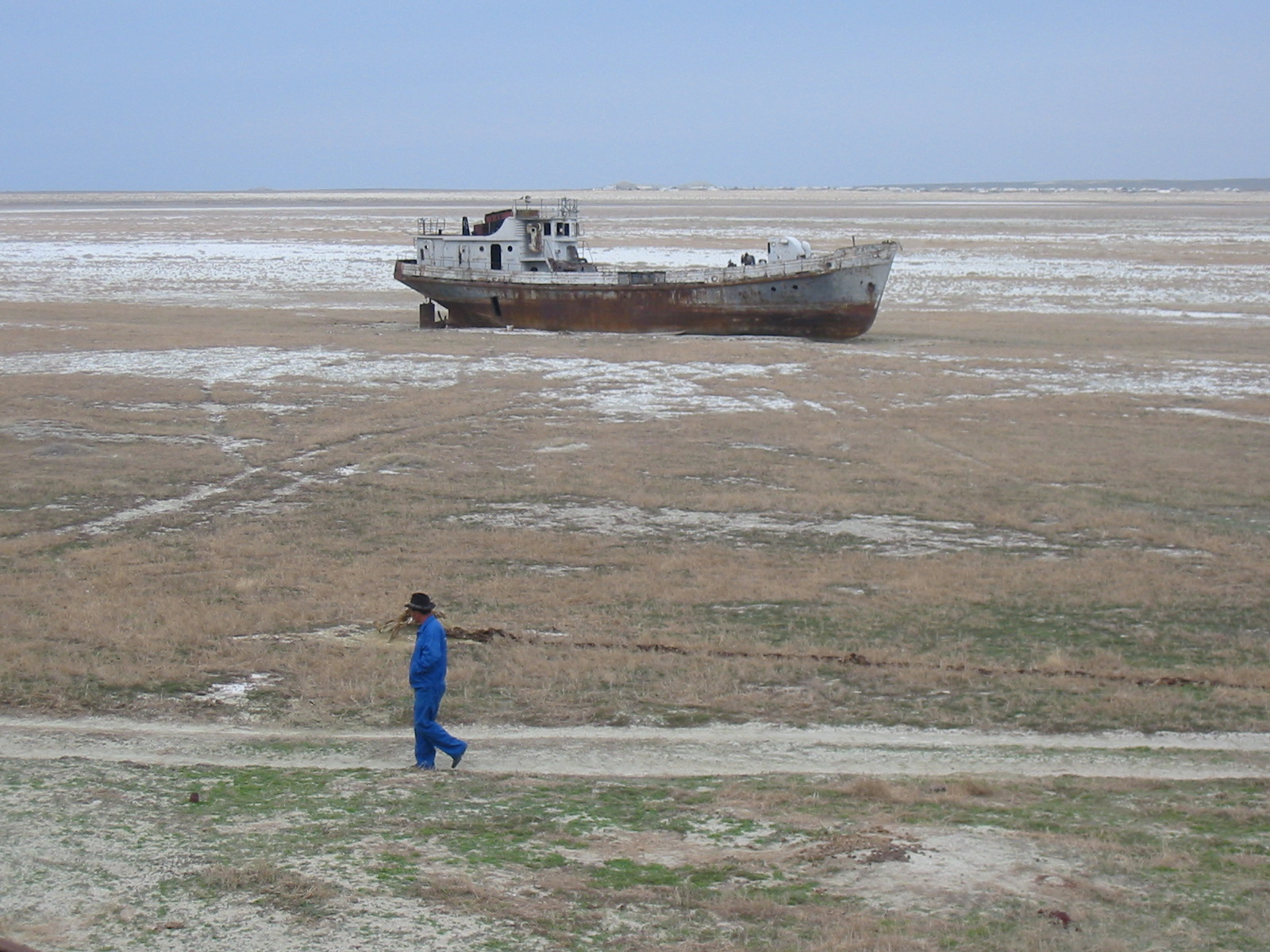
鹹海乾涸，造成船隻擱淺

沙漠化指原由植物覆蓋的土地變成寸草不生的自然災害現象。是水土流失的一种形式，相对干旱的土地变得更加干涸，原因有许多，如气候变化和人类过度开发等。 当沙漠在星球生命周期中自然形成，则为自然现象；然而，由于过度开垦，近乎肆虐无节制地压榨土壤中的养分，则为“土壤死亡”，可以追溯至人类过多开发。沙漠化是严重的全球生态和环境问题。
根據中華人民共和國國家林業局於2006年6月17日的公佈，中華人民共和國沙漠化土地達到173萬9700平方公里，佔國土面積18%以上，影響全國30個一級行政區（省、自治區、直轄市）。

## 定义
就“沙漠化”一词而言，合理的定义充满争议。赫尔穆特·盖斯特（Helmut Geist, 2005）发现了上百种正式定义。最广为接受的是普林斯顿大学字典中“肥沃土地因滥砍滥伐、干旱或不合理耕作等常见原因转变为沙漠的过程”。

沙漠化也在联合国防治荒漠化公约中有明确定义：“由於各種因素（包括氣候變化和人類活動）導致的干旱，半乾旱和半濕潤乾旱地區的土地退化”
IPCC土地報告將沙漠化定義為「發生在乾旱、半乾旱和乾次濕地區（統稱為乾地）的土地劣化」
争议的另一主要原因是沙漠化归类。有的归类非常模糊简单，如“人造沙漠”；有的宽泛兼容，如“无规则沙漠”。
该话题最早的讨论来自于西非法兰西殖民帝国研究委员会对撒哈拉沙漠史前扩张的探索。

## 起因
沙漠化現象是自然的。作為自然現象的沙漠化是因為地球乾燥帶移動，所產生的氣候變化導致局部地區沙漠化。不過，今日世界各地沙漠化原因，多數歸咎於人為原因；人口急速增長，所居土地被過分耕種以及牧畜，導致土地枯竭不適合耕種。沙漠化通常由自然沙漠週邊開始，進而逐漸擴散開來。研究显示，在许多环境中，随着植被覆盖增加，侵蚀和流失会成指数减少。暴露的旱地土壤会被风吹走或被洪水冲走，留下贫瘠土地在日光下暴晒，变成不毛之地。艾伦·萨弗瑞（Allan Savory）则给出有争议的意见，认为控制牲畜，模拟野生牧群可以逆转沙漠化。

## 历史
世界上最著名的荒漠是长时间自然形成的。在绝大多数时间里，沙漠变大变小，与人为活动无关。古老的大型沙漠有些如今被植被控制，已经不再活跃，有些跨越現今的核心区域，如最大最热的撒哈拉沙漠。
沙漠化在人类历史上角色重要，导致数个大型帝国崩溃，如迦太基、希腊和罗马帝国，并使得当地人口迁徙转移。历史迹象显示几个世纪前干旱区域严重的、大规模的土地退化发生在三个人口稠密的中心：地中海地区、美索不达米平原和中国黄土高原。
中東的美索不達米亞（今伊拉克）地區是世上最早發展農業的地域之一，從而發展成世上最早的文明發祥地之一。美索不達米亞的土壤本來甚為肥沃，不過由於過度的農業活動，人們不理會土地長期枯渴，更開發河段上游、採伐森林，上游土地從而不能吸收降雨，雨水全都流入河中造成水土流失以及洪水。

## 受影响地区

沙漠上的太阳、月亮和巨型望远镜

旱地约占地球土地面积的40–41%，有20亿人居住于此。据估算，约有10–20%的旱地已经退化，受沙漠化影响的土地总面积约在600-1200平方千米左右，约有1–6%的旱地居民居住在沙漠化地区，约有10亿人受到沙漠化的不断威胁。
萨赫勒地带沙漠化致因：
全球变暖和人类活动影响到了萨赫勒。在这些地区，沙漠化水平比世界其它地区的要高很多。
非洲东部所有地区（即萨赫勒地区）干旱、高温、降水量低（每年300–750毫米）。萨赫勒地区旱情普遍。
萨赫勒地带沙漠化发展：
一些研究显示在过去50年间，非洲失去了约65万平方公里的耕地。这一地区沙漠化发展势头很可怕。
一些统计数据显示自1900年来，撒哈拉沙漠扩张了250公里，多占了6千平方公里。
萨赫勒地带沙漠化影响：
发展研究院的调查显示干旱在萨赫勒国家迅速蔓延。萨赫勒沙漠化可以影响到10亿居民。七成干旱地区已经退化，水资源枯竭。表层土壤失丧导致植物无法稳固扎根，容易被水冲走或被风刮翻。
联合国大会称在1997-2020年间有600万萨赫勒公民将离开荒芜的撒哈拉以南地区前往北非或欧洲。
中国和戈壁滩：
受沙漠化影响的另一大区域是戈壁滩。目前，戈壁滩是世界上移动最快的沙漠，每年吞没土地超過3350平方公里，沿途摧毁许多村落。目前，图片显示戈壁滩发展之大甚至能容下整个克罗地亚。
这给中国人民带来大麻烦。他们很快就要面对沙漠蔓延的问题。虽然戈壁滩自己仍然离北京有一定距离，但研究报告称在城外70公里出现了大型沙丘

## 植被
随着沙漠化发展，土地会经历不同阶段，持续改变容貌。在逐渐倾斜的土地上，沙漠化会造成越来越大的空旷区域。由C. Klausmeier给出的数学模型模拟这一现象，将其归咎于植物水分互动的动态形态。观察结果之一是给出旱地农业最佳种植方案。

## 贫困
至少有90%的旱地居民居住在发展中国家，深受贫穷和恶劣社会环境的困扰。土地退化导致生产力下降、生活环境不稳定、获取资源和机会困难加剧了这种情形。
世界上生产力低下的地区因人口过多而压榨土地，过度放牧、竭泽而渔和开垦无度导致了恶性循环。决策者当然不愿意对没有潜力的干旱区域投资。缺乏投资使得这些地区更加边缘化。当农业气候环境不良与缺乏基础设施、市场交流、生产技术落后、缺乏教育、食不果腹等问题叠加时，这些地区大多得不到发展。
沙漠化使得乡村土地无法供养之前的人口。这导致人口大规模迁出农村，进入城市，特别是非洲地区。进入城市的人成为失业大军，不得不在贫民窟苟且偷生。

## 防止沙漠化的对策和建议

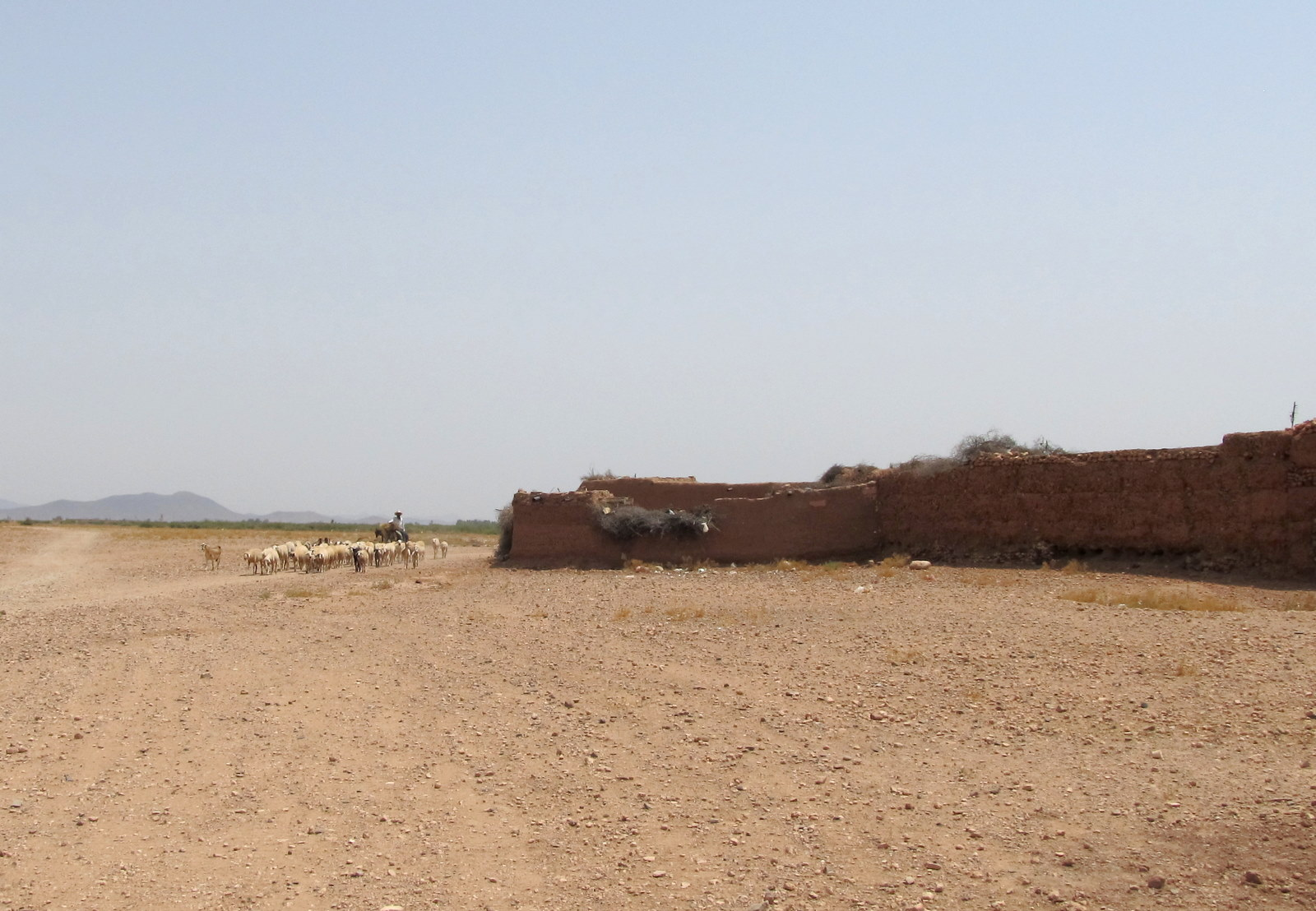
摩洛哥马拉喀什牧民在沙漠外牧羊

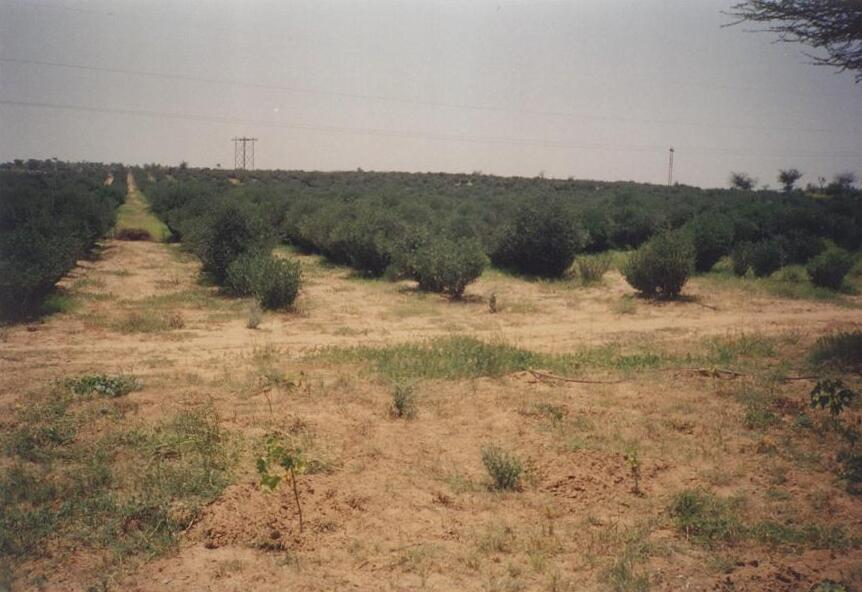
印度抗沙漠化的種植場

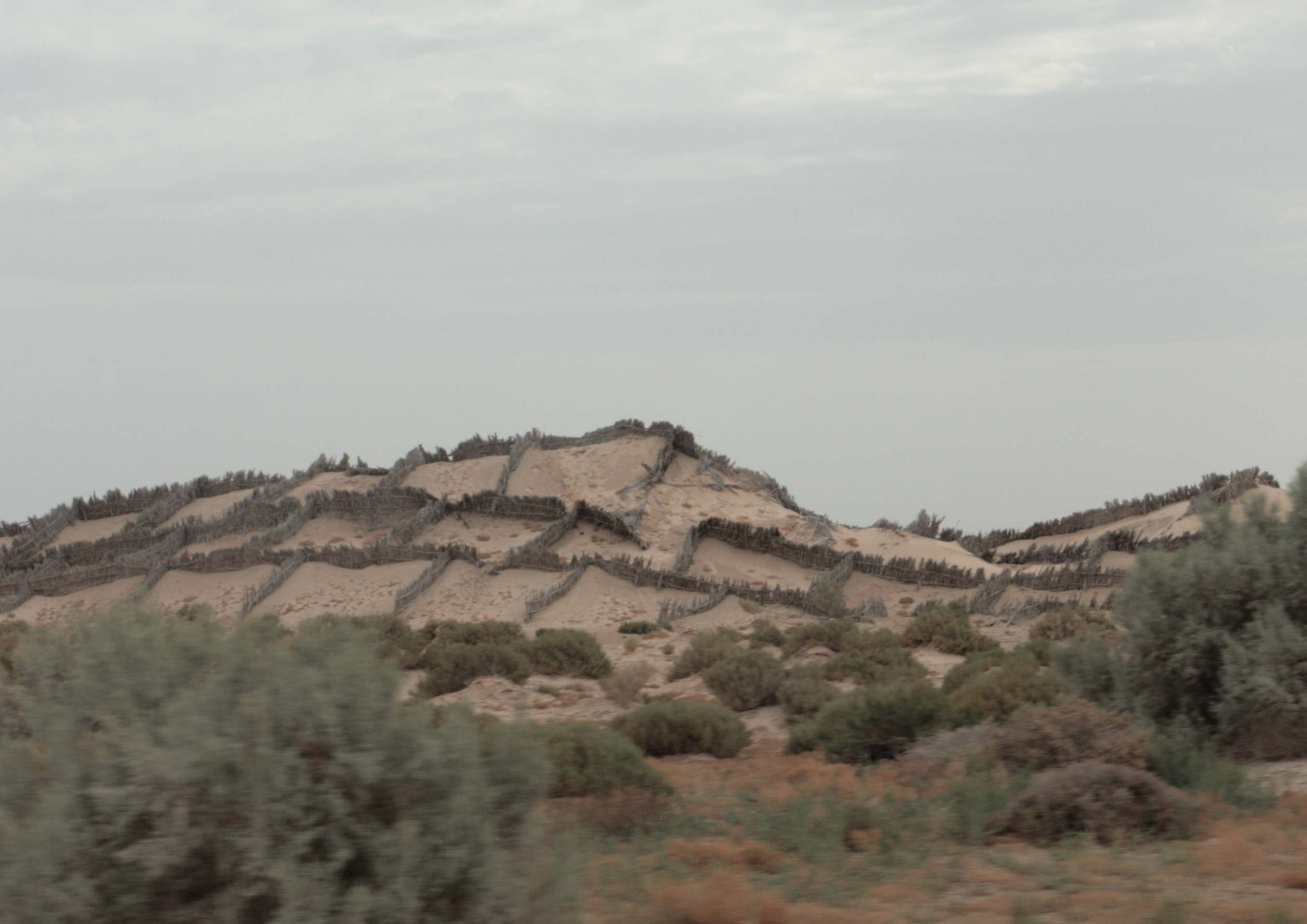
位於突尼西亞的撒哈拉沙漠北部的砂丘被圍上了攔風砂圍。

缓和及逆转沙漠化有技术和措施可寻，可应对不同难度类型。有的实践起来障碍重重，有的只是简单地要求人因行动。
一个相对简单但颇富争议的方案是减少人口增长，甚至是要求人口减少，即每年人口慢慢变少，不需要更多的土地来供养众生。
障碍之一是虽然采用可持续农业对社会和环境有益，但其成本超过农民个体的收益。 另一问题是政治缺乏意向，没有足够资金支持沙漠化防治计划。
沙漠化被认为是生物多样性的主要威胁之一。一些国家开设生物多样性行动计划来扼制这一问题，特别包括保护相关濒危植物和动物。
沙漠化治本之一是林地复育。某些地区因失去林地和沙漠化而赤贫。环保组织努力教育当地居民失去林地的危险，有时雇佣他们植树造林。联合国粮食及农业组织在2012年启动了FAO旱地恢复计划 （页面存档备份，存于），汇集相关知识和经验。2015年，FAO与土耳其林业和水利部及土耳其合作与协调局一道发布了全球旱地林地土地退化恢复指南。
目前，对抗沙漠化斗争的一个主要成功案例是中国的“绿色长城”，即三北防护林。美国农民在上世纪三十年代种植的绿带应对中西部沙尘暴，而三北防护林要比这大得多。这一计划在七十年代末期提出，成为主要生态工程，持续至2055年。据中国相关报道，约有660亿棵树种在这条绿色长城上。该防护林成功防御沙漠化的蔓延。非洲借鉴该方案，也要在撒哈拉沙漠延边建造类似防护林。
保持土地的濕潤，加強土地的保濕，保濕度大於乾燥度應是沙漠化逆轉的最關鍵因素。大量的水分來源與保持應為沙漠化逆轉的關鍵。技术专注在两方面：补给水源，固定和滋养土壤。
固定土壤常用方式为防风林。防风林为树木和灌木，用于减少土壤侵蚀和蒸发散。上世纪八十年代，非洲萨赫勒地带的发展组织大多倡导这一方式。
一些土壤（如黏土）变干后易固结，不易渗透（如沙土）。需要耕作来种植作物。
另一实用技术是等高沟，即挖150米长，1米深的沟壑。沟壑与地面等高线平行，防止水流侵蚀。周围加筑石墙，防止沟壑闭合。这一方式由彼得·韦斯特维德发明。
土地的保濕最有效方法為水分的提供和儲水，以及耐風寒植物、樹木的種植。滋养土壤，恢复其肥沃性常常由植物承担。在此，荚果植物会从空气中吸收氮，固定在土壤中，农作物如粮食、大麦、豆类和椰枣最为重要。防沙栏也可以用于控制沙土侵蚀。
一些研究中心（如Bel-Air研究中心IRD/ISRA/UCAD）也对干旱地区树木接种菌根进行研究。菌根即真菌吸附在植物的根部，与树木形成共生关系，大幅增加树木根部表面积（能让树木从土壤中汇集更多养分）。
沙漠种类不同，收复的方式也不同。一个例子是沙特阿拉伯的鲁卜哈利沙漠。这些沙漠最有可能用于海水农业，不需要淡水、不需要花费太多功夫就可以恢复活力。
农民管理自然再生（Farmer-managed natural regeneration）是对抗沙漠化的另一种成功技术。自1980年以来，该方法成功地在尼日尔的退化土地上植树造林。简单易行，成本不高，让农民在尼日尔收复失地3万平方千米。方法包括发芽树木一边生长一边剪枝。剪枝则覆盖地面，保持水分和土壤，减少蒸腾。另外，每棵树之间合理的间距也可以增产。Humbo辅助再生计划在埃塞俄比亚利用该方法从世界银行的生物炭基金那里得到资助，将碳保存在森林或农业生态系统当中。

### 放牧管理
收复的草地将空气中的二氧化碳存入植物当中。牲畜如果原地不动，会把草吃尽，抑制植物生长，阻碍光合作用，最终杀死植物。就恢复草地提出的办法之一是用栏杆把草地隔成小段，每隔几天将牲畜从一处赶到另一处，模拟自然放牧，让草场休养生息。据估算，全世界增加35亿公顷农业草场会减少近12年的二氧化碳排放。艾伦·萨弗瑞（Allan Savory）称作为整体管理的一部分，大量牲畜群落常常被归咎为沙漠化的致因，而美国能够支持大量兽群的史前土地虽然不再有牲畜，但依然退化。

### 水分的提供
- 自然因素：河水、湖泊的維護與地下水的維護、延伸、擴建，以保持水量；儲水耐風寒植物、樹木的栽種，以保護自然水源區域的土地與濕度。
- 人為因素：地下水網管的建設，地底下的水網管不易為乾燥的空氣使得水分散失；在地下水源處創建人工河、湖並栽種耐風寒儲水植物、樹木以保護土壤與土壤濕度。亦可效仿綠洲逆轉法。

## 沙漠化逆轉優點
- 土地的可用性增大，土壤獲得充分的水分、養分。
- 大面積林地能提供林木的來源，保持林木成長率大於開發率。
- 林木提供更多的氧氣予生物使用並協助降低暖化現象。
- 林木的防風保護使得部分沙漠化逆轉的地區可再興建建築物，增加土地的容積與使用率。
- 可以蓋更多房子，也可以種樹

## 相關

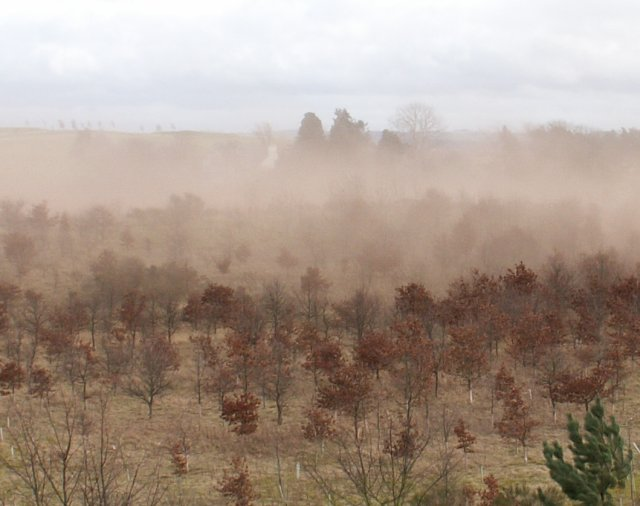
卢赫斯外的风蚀

- 防沙林
- 非洲綠色長城
- 三北防护林
- 森林砍伐
- 咸水波波湖的消亡
- 土壤退化作用
- 地球化
- 生物炭用碳施肥
- 生态工程
- 地价税

## 資料來源
1. ↑  Mayell, Hillary. . National Geographic News. April 26, 2001  [20 June 2011]. （原始内容存档于2017-10-09）.
2. 1 2  Geist (2005), p. 2 （页面存档备份，存于）
3. ↑  .   [21 June 2016]. （原始内容存档于2017-08-04）.
4. ↑  . FIGU-Landesgruppe Canada.   [2016-11-20]. （原始内容存档于2016-11-21）.
5. 1 2  Geist (2005), p. 4 （页面存档备份，存于）
6. ↑  〈全國18%土地沙化〉，載香港《明報》，2006年6月18日
7. ↑  .   [21 June 2016]. （原始内容存档于2021-07-06）.
8. ↑  .   [21 June 2016]. （原始内容存档于2016-06-07）.
9. ↑  Helmut J. Geist, and Eric F. Lambin. "Dynamic Causal Patterns of Desertifcation." BioScience 54.9 (2004): 817 . Web.
10. ↑  Mortimore, Michael. . Cambridge University Press. 1989: 12  [2017-08-06]. ISBN 978-0-521-32312-3. （原始内容存档于2019-06-11）.
11. ↑  Laduke, Winona.  (PDF). Cambridge, MA: South End Press. 1999: 146  [30 March 2015]. ISBN 0896085996. （原始内容 (PDF)存档于2015年4月2日）.
12. ↑  Duval, Clay.  (PDF). Duke University.   [April 13, 2015]. （原始内容 (PDF)存档于2012年3月8日）.
13. ↑  "Holistic Land Management: Key to Global Stability" （页面存档备份，存于） by Terry Waghorn. Forbes. 20 December 2012.
14. ↑  Geeson, Nichola et al. . John Wiley & Sons. 2002: 58  [2017-08-06]. ISBN 978-0-470-84448-9. （原始内容存档于2016-12-04）.
15. ↑  Savory, Allan. .   [2017-08-06]. （原始内容存档于2015-09-15）.
16. ↑  Savory, Allan.  (PDF). Ecological Economics. Elsevier Science Publishers.   [10 March 2013]. （原始内容 (PDF)存档于2013年5月23日）.
17. ↑  Butterfield, Jody. . Island Press. 2006. ISBN 1559638850.
18. ↑  Savory, Allan.  (PDF). Savory Institute.   [10 March 2013]. （原始内容 (PDF)存档于2013年5月23日）.
19. ↑  Drury, Steve. . Earth-Pages.   [9 June 2014]. （原始内容存档于2017-08-06）.
20. ↑  United States Geological Survey, "Desertification" （页面存档备份，存于）, 1997
21. 1 2  LOWDERMILK, W C.  (PDF). Soil Conservation Service. United States Department of Agriculture.   [9 April 2014]. （原始内容存档 (PDF)于2017-08-07）.
22. ↑  Whitford, Walter G. . Academic Press. 2002: 277  [2017-08-07]. ISBN 978-0-12-747261-4. （原始内容存档于2019-06-14）.
23. ↑  Bogumil Terminski (2011), Towards Recognition and Protection of Forced Environmental Migrants in the Public International Law: Refugee or IDPs Umbrella, Policy Studies Organization (PSO), Washington.
24. ↑  Geist, Helmut. . Antony Rowe Ltd. Ashgate publishing limited.   [6 July 2013]. （原始内容存档于2019-06-14）.
25. ↑  Dregne, H.E. . Columbia University.   [3 December 2013]. （原始内容存档于2017-08-10）.
26. ↑  . ESO Picture of the Week.   [30 April 2012]. （原始内容存档于2017-08-07）.
27. ↑  Bauer (2007), p. 78 （页面存档备份，存于）
28. 1 2  Johnson et al (2006), p. 1 （页面存档备份，存于）
29. 1 2   (PDF).   [21 June 2016]. （原始内容 (PDF)存档于2016-05-09）.
30. ↑  World Bank. . World Bank Publications. 2009: 454  [2017-08-07]. ISBN 978-0-8213-7587-7. （原始内容存档于2019-06-05）.
31. ↑  Riebeek, Holli. . earthobservatory.nasa.gov. 2007-01-03  [2016-11-30]. （原始内容存档于2016-12-01） （英语）.
32. 1 2 3 4  . Savezvousque.fr.   [2016-11-30]. （原始内容存档于2016-12-01）.
33. 1 2  . E-International Relations.   [2016-11-30]. （原始内容存档于2016-12-01）.
34. ↑  .   [2017-08-10]. （原始内容存档于2017-08-10）.
35. ↑   (PDF).   [2017-08-10]. （原始内容存档 (PDF)于2014-01-24）.
36. ↑  Klausmeier, Christopher. . Science. 1999, 284 (5421): 1826–1828. doi:10.1126/science.284.5421.1826.
37. ↑  (www.dw.com), Deutsche Welle. .   [21 June 2016]. （原始内容存档于2020-06-12）.
38. ↑  
Dobie, Ph. 2001. “Poverty and the drylands”, in Global Drylands Imperative, Challenge paper, Undp, Nairobi (Kenya) 16 p.
39. ↑  Cornet A., 2002. Desertification and its relationship to the environment and development: a problem that affects us all. In: Ministère des Affaires étrangères/adpf, Johannesburg. World Summit on Sustainable Development. 2002. What is at stake? The contribution of scientists to the debate: 91-125.. 的存檔，存档日期2009-08-09.
40. ↑  Pasternak, Dov & Schlissel, Arnold. . Springer. 2001: 20  [2017-08-10]. ISBN 978-0-306-46632-8. （原始内容存档于2019-06-09）.
41. ↑  Briassoulis, Helen. . Ashgate Publishing. 2005: 161  [2017-08-10]. ISBN 978-0-7546-4243-5. （原始内容存档于2019-06-05）.
42. ↑  . www.futureofmankind.co.uk.   [2016-11-20]. （原始内容存档于2016-11-21）.
43. ↑  Drost, Daniel; Long, Gilbert; Wilson, David; Miller, Bruce; Campbell, William. . Journal of Extension. 1 December 1996  [2017-08-12]. （原始内容存档于2017-02-22）.
44. ↑  Briassoulis, Helen. . Ashgate Publishing. 2005: 237  [2017-08-12]. ISBN 978-0-7546-4243-5. （原始内容存档于2019-06-06）.
45. ↑  Techniques for Desert Reclamation by Andrew S. Goudie
46. ↑  Desert reclamation projects 的存檔，存档日期2009-01-03.
47. ↑  For example, Eden Reforestation Projects website （页面存档备份，存于）, on Vimeo （页面存档备份，存于）, on YouTube上的Eden Reforestation Projects.
48. ↑  Template:USGovernment
49. ↑  . Food and Agriculture Organization of the United Nations.   [14 April 2016]. （原始内容存档于2016-07-23）.
50. ↑   (PDF). Food and Agriculture Organization of the United Nations. June 2015  [June 2015]. ISBN 978-92-5-108912-5. （原始内容存档 (PDF)于2017-08-13）.
51. ↑  .   [2017-08-13]. （原始内容存档于2017-08-13）.
52. ↑  .   [21 June 2016]. （原始内容存档于2017-04-25）.
53. ↑  .   [21 June 2016]. （原始内容存档于2016-04-02）.
54. ↑  List of plants to halt desertification; some of which may be soil-fixating 的存檔，存档日期2011-02-01.
55. ↑  .   [21 June 2016]. （原始内容存档于2016-06-24）.
56. ↑  Rethinking landscapes, Nicol-André Berdellé July 2011 （页面存档备份，存于） H2O magazine
57. ↑  . Blogs.ei.columbia.edu. 2011-10-18  [2012-08-11]. （原始内容存档于2012-06-23）.
58. 1 2 3  . newstatesman.com. January 13, 2011  [May 5, 2013]. （原始内容存档于2017-08-14）.
59. ↑  . mongabay.com. February 21, 2008  [May 5, 2013]. （原始内容存档于2013年6月25日）.
60. ↑  Abend, Lisa. . time.com. January 25, 2010  [May 11, 2013]. （原始内容存档于2013-08-17）.
61. ↑  . nationalgeographic.com. March 6, 2013  [May 5, 2013]. （原始内容存档于2014-10-18）.

## 文献
- Arnalds, Ólafur; Archer, Steve. . Springer. 2000  [2017-08-04]. ISBN 978-0-7923-6071-1. （原始内容存档于2019-06-10）.
- Barbault R., Cornet A., Jouzel J., Mégie G., Sachs I., Weber J. (2002). Johannesburg. World Summit on Sustainable Development. 2002. What is at stake? The contribution of scientists to the debate. Ministère des Affaires étrangères/adpf.
- Bauer, Steffan. . Thai, Khi V. et al  (编). . CRC Press. 2007  [2017-08-04]. ISBN 978-1-57444-553-4. （原始内容存档于2020-05-10）.
- Batterbury, S.P.J. & A.Warren (2001) Desertification （页面存档备份，存于）. in N. Smelser & P. Baltes (eds.) International Encyclopædia of the Social and Behavioral Sciences. Elsevier Press. pp. 3526–3529
- Geist, Helmut. . Ashgate Publishing. 2005  [2017-08-04]. ISBN 978-0-7546-4323-4. （原始内容存档于2019-06-14）.
- Hartman, Ingrid. . Philander, S. George  (编). . SAGE. 2008  [2017-08-04]. ISBN 978-1-4129-5878-3. （原始内容存档于2019-06-10）.
- Hinman, C. Wiley & Hinman, Jack W. . Columbia University Press. 1992  [2017-08-04]. ISBN 978-0-231-06612-9. （原始内容存档于2019-06-09）.
- Holtz, Uwe (2007). Implementing the United Nations Convention to Combat Desertification from a parliamentary point of view - Critical assessment and challenges ahead. Online at
- Holtz, Uwe (2013). Role of parliamentarians in the implementation process of the UN Convention to Combat Desertification. A guide to Parliamentary Action, ed. Secretariat of the UNCCD, Bonn ISBN 978-92-95043-69-5. Online at
- Johnson, Pierre Marc et al. (编). . Ashgate Publishing. 2006  [2017-08-04]. ISBN 978-0-7546-4359-3. （原始内容存档于2019-06-05）.
- Lucke, Bernhard (2007): Demise of the Decapolis. Past and Present Desertification in the Context of Soil Development, Land Use, and Climate. Online at  （页面存档备份，存于）
- Mensah, Joseph. . Leonard, Thomas M.  (编). . Taylor & Francis. 2006  [2017-08-04]. ISBN 978-0-415-97662-6. （原始内容存档于2019-06-09）.
- 千禧年生態系統評估 (2005) Desertification Synthesis Report
- Moseley, W.G.（英语：William G. Moseley） and E. Jerme 2010. “Desertification.” In: Warf, B. (ed). Encyclopedia of Geography. Sage Publications. Volume 2, pp. 715–719.
- Oliver, John E. (编). . . Springer. 2005  [2017-08-04]. ISBN 978-1-4020-3264-6. （原始内容存档于2019-06-07）.
- Parrillo, Vincent N. (编). . . SAGE. 2008  [2017-08-04]. ISBN 978-1-4129-4165-5. （原始内容存档于2019-06-11）.
- Reynolds, James F., and D. Mark Stafford Smith (ed.) (2002) Global Desertification – Do Humans Cause Deserts? Dahlem Workshop Report 88, Berlin: Dahlem University Press
- Stelt, Sjors van der (2012) Rise and Fall of Periodic Patterns for a Generalized Klausmeier-Gray-Scott Model, PhD Thesis University of Amsterdam
- UNCCD (1994) United Nations Convention to Combat Desertification
- The End of Eden a 90-minute documentary by South African filmmaker Rick Lomba in 1984 on African desertification

归属
- 本条目引用的公有领域材料来自United States Geological Survey的网站或文档 （查询于2021-05-04）。